# Karminek (Postolin)
Karminek – przysiółek wsi Postolin w Polsce, w województwie dolnośląskim, w powiecie milickim, w gminie Milicz. Należy do sołectwa Postolin.
W latach 1975–1998 miejscowość położona była w województwie wrocławskim.